# برن و لوثین
داستان برن و لوثین یک داستان عاشقانه و ماجراجویانه‌ای از یک انسان فانی، برن و یک الف-مایا جاودانه، لوثین می‌باشد. بر اساس گفته‌های جی‌آرآر تالیکن این داستان در دوران اول سرزمین میانه حدوداً ۶۵۰۰ سال قبل از رخدادهای کتاب معروف تالکین، ارباب حلقه‌ها اتفاق افتاده است. تالکین این داستان را در چندین نسخه نوشته که آخرین نسخه آن در کتاب سیلماریلیون چاپ شده‌است. در کتاب ارباب حلقه‌ها به برن و لوثین اشاره شده‌است.

## نسخه‌ها
اولین نسخه از این داستان داستان تینوویل است که در سال ۱۹۱۷ در کتاب داستان‌های گمشده نوشته و منتشر شده بود. در طول دهه ۲۰ تالکین شروع به تغییر شکل داستان و تبدیل آن به یک شعر حماسی کرد و نام نوای لیثیان را بر او گذاشت. تالکین هرگز این کتاب اشعار را کامل نکرد که شامل سه سرود از هفده سرود بود. بعد از مرگ تالکین نوای لیثیان با نام نوای برلریاند در کنار دیگر کتاب‌های تالکین مثل نوای فرزندان هورین و چندین کتاب شعر منتشر شد. آخرین نسخه از این داستان به‌صورت نثر در یک فصل در کتاب سیلماریلیون که توسط آراگورن در داستان یاران حلقه بازگو شده‌است. علاوه بر این گفته شده‌است در ضمیمه کتاب ارباب حلقه‌ها هم داستان آراگورن و آرون بر اساس الهام از داستان برن و لوثین منتشر شده‌است.